# Републикански път III-5102
Републикански път IIІ-5102 е третокласен път, част от Републиканската пътна мрежа на България, преминаващ изцяло по територията на Търговишка област, Община Търговище. Дължината му е 29,3 km.
Пътят се отклонява надясно при 91,6 km на Републикански път II-51 северно от село Мировец, минава през центъра на селото и се насочва на юг през южната част на Източната Дунавска равнина. След като пресече Републикански път I-4 при неговия 247,5 km пътят последователно преминава през селата Буховци, Острец, Надарево и Дългач и в западната част на село Певец се свързва с Републикански път II-74 при неговия 15,4 km.
| Пътища, отклоняващи се надясно (населено място, № на пътя, посока на пътя) | km   | Пътища, отклоняващи се наляво (посока на пътя, № на пътя, населено място) |
| -------------------------------------------------------------------------- | ---- | ------------------------------------------------------------------------- |
| Община Търговище, II-51, 91,6 km →                                         | 0,0  | → 91,6 km, II-51, Община Търговище                                        |
| с. Мировец                                                                 | 1    | с. Мировец                                                                |
| (за с. Макариополско) общински път ←                                       | 6    | → общински път (за с. Буйново)                                            |
| (от 155,8 km на I-3) I-4, 247,5 km →                                       | 8,5  | → 247,5 km, I-4 (до 70,8 km на I-2)                                       |
| с. Буховци                                                                 | 10,5 | с. Буховци                                                                |
| (за с. Ловец) общински път, с. Острец ←                                    | 16,7 | с. Острец                                                                 |
| (за с. Осен) общински път, с. Надарево ←                                   | 21,5 | → с. Надарево, общински път (за с. Кочово)                                |
| с. Дългач                                                                  | 25,2 | с. Дългач                                                                 |
| (до 70,8 km на II-51) II-74, 15,4 km, с. Певец ←                           | 29,3 | ← Певец, 15,4 km, II-74 (от 138,5 km на I-7)                              |